# Frédéric O’Brady
Frédéric O’Brady (* 11. Dezember 1903 in Budapest, Ungarn als Frigyes Ábel; † 23. Februar 2003 in Rochester, New York) war ein ungarischer Schauspieler in Film, Fernsehen und Theater, der zwischen den Jahren 1936 und 1960 international in über 40 Kino- und TV-Produktionen spielte, darunter in Die Hafenbar von Marseille, Herr Satan persönlich, Die fünfte Kolonne, Das Mädchen aus Hamburg oder Gefährliche Liebschaften.

## Leben und Karriere
Frédéric O‘Brady wurde 1903 in Budapest als Frigyes Ábel in eine jüdische Familie geboren, in der vor allem Ungarisch, Deutsch und Französisch gesprochen wurde. O‘Brady sprach in seinem Leben sieben Sprachen, darunter Russisch (in Paris las er regelmäßig russische Zeitungen) und Englisch. Er wanderte nach Frankreich aus, wo er Mitte der 1930er Jahre eine Karriere als Schauspieler in Theater, Film und Fernsehen begann. Neben seiner Laufbahn als Künstler auf der Bühne oder der Leinwand arbeitete er darüber hinaus noch als Kabarettist, Sänger, Fantasy-Künstler, Puppenspieler, Pianist, Komponist und Schriftsteller.
Im Kino spielte er kleinere Rollen in mehr als 30 Filmen, u. a. unter Regisseuren, wie Marcel Carné, Pierre Chenal, Maurice Cammage, Julien Duvivier, Louis Daquin, André Berthomieu, Jean Boyer, André Cayatte, François Villiers, Rudolph Maté, Christian-Jaque, Yves Allégret, Roger Vadim, Maurice Boutel, Michel Drach, Jean Renoir, Orson Welles oder Sheldon Reynolds, wo er 1956 die Rolle des Mr. Spring in Die fünfte Kolonne an der Seite von Robert Mitchum spielte.
Während des Krieges blieb er diskret und trat dann in die Fremdenlegion ein, wo er trotz seiner Größe aufgenommen wurde. In den 1950er Jahren spielte er die Operette mit Bourvil, Georges Guétary, Annie Cordy und trat in Kabaretts auf (u. a. in La Rose Rouge). Gleichzeitig setzte er seine anderen Aktivitäten fort. Im Fernsehen zeigte er Shows von „Marmoren“, Puppen, die auf einen Ball beschränkt sind, der den Kopf der Figur darstellt, und nahm an den ersten Shows mit versteckter Kamera teil.
Er komponierte Musik und veröffentlichte ein Buch unter dem Titel Externs in Venice (1950), mit einem Vorwort von Orson Welles, ein weiteres Buch trug den Titel Le Ciel d'en face (1954). Er veröffentlichte auch einige Bücher in englischer Sprache, darunter All Told (1964) und There’s Always a Throgmorton (1970 bei Simon and Schuster in New York).
1981 wurde er zum Knight of the Order of Arts and Letters ernannt.
Frédéric O'Brady verstarb am 23. Februar 2003 im Alter von 99 Jahren in Rochester im Bundesstaat New York.
Sein Bruder Pál Ábel war der Gründer des Abel-Quartetts.

## Filmografie (Auswahl)

### Kino
- 1936: Das Leben gehört uns (La vie est à nous)
- 1937: Ein sonderbarer Fall (Drôle de drame)
- 1938: Das Freudenmädchen von Tunis (La maison du Maltais)
- 1938: Ultimatum
- 1938: Les Cinq Sous de Lavarède
- 1939: La Charrette fantôme
- 1940: Les Surprises de la radio
- 1948: Die tolle Miss (Mademoiselle s'amuse)
- 1948: Et dix de der
- 1948: Blanc comme neige
- 1948: L'armoire volante
- 1949: Le bal des pompiers
- 1949: Die Liebenden von Verona (Les amants de Vérone)
- 1949: Die Hafenbar von Marseille (Hans le marin)
- 1949: Das Parfüm der Dame in Schwarz (Le Parfum de la dame en noir)
- 1950: Le Roi Pandore
- 1950: Garou-Garou, le passe-muraille
- 1951: Paris chante toujours
- 1952: Der eiserne Handschuh (The Green Glove)
- 1952: Rires de Paris
- 1952: C'est arrivé à Paris
- 1955: Herr Satan persönlich (Mr. Arkadin)
- 1955: Keinen Whisky mehr für Callaghan! (Plus de whisky pour Callaghan)
- 1956: Die fünfte Kolonne (Foreign Intrigue)
- 1957: Natali (Nathalie)
- 1957: Mimi (Mimi Pinson)
- 1958: Die Abenteuer des kleinen Rémi (Sans famille)
- 1958: Das Mädchen aus Hamburg (La fille de Hambourg)
- 1958: Julie la Rousse
- 1959: Das Frühstück im Grünen (Le Déjeuner sur l'herbe)
- 1959: Gefährliche Liebschaften (Les liaisons dangereuses)
- 1960: Man begräbt am Sonntag nicht (On n'enterre pas le dimanche)
- 1960: Suspense au Deuxième Bureau
- 1960: Le Mouton
- 1960: Interpol contre X

### Kurzfilme
- 1939: En correctionnelle
- 1948: Les drames du Bois de Boulogne
- 1950: The Unthinking Lobster

### Fernsehen
- 1951: Pas d‘accord sur Mister Blake (Fernsehfilm)
- 1953–1954: Foreign Intrigue (Fernsehserie, 4 Episoden)
- 1955: Sherlock Holmes (Fernsehserie, 2 Episoden)
- 1955: Captain Gallant of the Foreign Legion (Fernsehserie, 1 Episode)
- 1960: Les pieds sur la Terre (Fernsehfilm)